# Liste des grandes cavités du gypse ou de l'anhydrite
Si la plupart des cavités souterraines concernées par la spéléologie se trouvent dans des karsts, il existe des « cavités pseudokarstiques » dans des formations non carbonatées : gypses, laves, grès, conglomérats,..
Le tableau ci-dessous répertorie les cavités de plus de 100 mètres de profondeur ou de 400 mètres de développement, reconnus, qui s'ouvrent dans le gypse, l'anhydrite ou la halite, et plus généralement dans les évaporites.
La valeur « 0 » (zéro) signifie que la dimension (développement ou dénivelée) n'est pas connue.

## Liste des plus longues cavités du gypse ou de l'anhydrite
Cette première liste recense les principales cavités naturelles souterraines de plus de 500 mètres de développement, creusées dans le gypse, l'anhydrite ou la halite.
| Réf. | Nom de la cavité (autre nom) | Pays / État                | Division / Subdivision(s)                                                                                         | Développ.(m) | Dénivelée (m) | Source / Référence                                                                 | Date source |
| ---- | --- | -------------------------- | --- | ------------ | ------------- | ---------------------------------------------------------------------------------- | ----------- |
| 1    | Grotte Optimiste (Optimisticeskaja) | Ukraine                    | Oblast de Ternopil, Raïon de Borchtchiv                                                                           | +264 576, m  | +015, m       | IC n° 25 & M.Tranteev - Bulgarian Group for discoveries in the Optymistiychna cave | 2009-01     |
| 2    | Ozernaja | Ukraine                    | Oblast de Ternopil, Raïon de Borchtchiv                                                                           | +142 184, m  | +008, m       | Sergey Yepifanov via Peter Lenahan                                                 | 2003-08     |
| 3    | Zolushka (Золушка, Cendrillon) Grotte Émile Racovitsa                                                                                        | Moldavie                   | Raïon de Briceni / Cernivci, Nowoselyzja                                                                          | +092 080, m  | +030, m       | RISC 1996                                                                          | 1996-??     |
| 4    | Grotte de Mlynky (Ml'inki) | Ukraine                    | Oblast de Ternopil, Raïon de Tchortkiv                                                                            | +053 160, m  | +020, m       | RISC 1996                                                                          | 1996-??     |
| 5    | grotte de cristal (Kristal'naja) | Ukraine                    | Oblast de Ternopil, Raïon de Borchtchiv                                                                           | +022 610, m  | +020, m       | Atlas des Grandes Cavités Mondiales                                                | 1986-??     |
| 6    | Sistema Kulogorskaya-Troya | Russie                     | Oblast d'Arkhangelsk, Pinega                                                                                      | +016 248, m  | +018, m       | Karst and cave Pinega's - Victor Malkov, Evgeny Gurkalo                            | 2005-06     |
| 7    | Spipola-Aquafredda | Italie                     | Regione d'Émilie-Romagne, Provincia de Bologne, Comune de San Lazzaro di Savena                                   | +010 400, m  | +118, m       | Alexander Klimchouk Longest Gypsum caves of the world                              | 2005-06     |
| 8    | Jester Cave System | États-Unis Oklahoma        | County de Greer                                                                                                   | +010 065, m  | +011, m       | Sue Bozeman                                                                        | 1988-03     |
| 9    | Sistema Olimpiyskaya-Lomonosovskaya | Russie                     | Oblast d'Arkhangelsk, Pinega                                                                                      | +009 110, m  | +032, m       | Karst and cave Pinega's - Victor Malkov, Evgeny Gurkalo                            | 2005-06     |
| 10   | Slavka | Ukraine                    | Oblast de Ternopil, Raïon de Borchtchiv                                                                           | +009 100, m  | +000, m       | Alexander Klimchouk - Longest Gypsum caves of the world                            | 1996-??     |
| 11   | Sistema de la Cueva del Agua, (plus de 22 entrées dont : tramo S0-21, tramo S0-28, Sistema V3-V4, Sistema Abejas, Sima de la Lavadora, etc.) | Espagne                    | Comunidad d'Andalousie, Provincia d'Almería, Municipio de Sorbas                                                  | +008 681, m  | +051, m       | Jose Luis Membrado                                                                 | 2007-04     |
| 12   | Verteba | Ukraine                    | Oblast de Ternopil, Raïon de Borchtchiv                                                                           | +007 820, m  | +000, m       | Alexander Klimchouk - Longest Gypsum caves of the world                            | 1996-??     |
| 13   | Cater Magara | Syrie                      | ? | +007 300, m  | +000, m       | www.akkh.de                                                                        | 2007-02     |
| 14   | Sistema Kumichevka-Vizborovskaya | Russie                     | Oblast d'Arkhangelsk, Pinega                                                                                      | +007 260, m  | +024, m       | Karst and cave Pinega's - Victor Malkov, Evgeny Gurkalo, Aleksandr Kabanihin       | 2005-06     |
| 15   | Parks' Ranch Cave | États-Unis Nouveau-Mexique | County de Eddy | +006 595, m  | +031, m       | Dave Belski                                                                        | 2003-03     |
| 16   | Konstitutionaya | Russie                     | Oblast d'Arkhangelsk, Pinega                                                                                      | +006 130, m  | +032, m       | Karst and cave Pinega's - Victor Malkov, Evgeny Gurkalo                            | 2005-06     |
| 17   | Kungurskaja | Russie                     | Kraï de Perm, District de Kungur                                                                                  | +005 700, m  | +032, m       | Igor Lavrov Peshchtry - Interuniversity collection of Scienceific Trans.           | 2005-01     |
| 18   | J. Selman Cave System | États-Unis Oklahoma        | County de Woodward                                                                                                | +004 794, m  | +000, m       | NSS News V60 N7 P204                                                               | 2002-07     |
| 19   | Severniy Siphon | Russie                     | Oblast d'Arkhangelsk, Pinega                                                                                      | +004 617, m  | +025, m       | Vlad Eremeev, Evgeny Gurkalo'                                                      | 2005-06     |
| 20   | Ordinskaya Cave [noyée] | Russie                     | Kraï de Perm, District d'Orda                                                                                     | +004 600, m  | +050, m       | Ulyana Zhakova                                                                     | 2010-03     |
| 21   | Zolotoy Kluchik | Russie                     | Oblast d'Arkhangelsk, Pinega                                                                                      | +004 380, m  | +010, m       | Victor Malkov, Evgeny Gurkalo                                                      | 2005-06     |
| 22   | Sistema Covadura (Cueva de los Cuñados 5) | Espagne                    | Comunidad d'Andalousie, Provincia d'Almería, Municipio de Sorbas                                                  | +004 245, m  | +126, m       | Reinhard Elsensohn                                                                 | 2007-02     |
| 23   | Sima de las Yeseras ou Cueva de Pedro Fernández ou Cueva de Estremera                                                                        | Espagne                    | Comunidad de Madrid, Municipio d'Estremera                                                                        | +004 000, m  | +060, m       | Jose Luis Membrado                                                                 | 2007-04     |
| 24   | Crystal Caverns | États-Unis Nouveau-Mexique | County de De Baca                                                                                                 | +003 790, m  | +101, m       | Dave Belski                                                                        | 2003-03     |
| 25   | Double Barrel Shotgun Cave | États-Unis Nouveau-Mexique | County de Lincoln                                                                                                 | +003 724, m  | +088, m       | Dave Belski                                                                        | 2003-03     |
| 26   | Umm al Masabih | Libye                      | ex-Muhafazah de Tripolitaine, Shabiyah de Az Zawiyah, ex-Yafran, Bi'r al Ghanam                                   | +003 593, m  | +053, m       | Alexander Klimchouk Longest Gypsum caves of the world                              | 1996-??     |
| 27   | Scrooge Cave | États-Unis Nouveau-Mexique | County de Lincoln                                                                                                 | +003 492, m  | +014, m       | Dave Belski                                                                        | 2003-03     |
| 28   | Simfoniya | Russie                     | Oblast d'Arkhangelsk, Pinega                                                                                      | +003 240, m  | +010, m       | Karst and cave Pinega's - Victor Malkov, Evgeny Gurkalo                            | 2005-06     |
| 29   | Bol'shaya Pehorovskaya | Russie                     | Oblast d'Arkhangelsk, Pinega                                                                                      | +003 205, m  | +018, m       | Victor Malkov, Evgeny Gurkalo                                                      | 2005-06     |
| 30   | Carcass Cave | États-Unis Nouveau-Mexique | County de De Baca                                                                                                 | +003 164, m  | +102, m       | Dave Belski                                                                        | 2003-03     |
| 31   | Martin Cave System | États-Unis Nouveau-Mexique | County de Chaves                                                                                                  | +003 009, m  | +010, m       | Dave Belski                                                                        | 2003-03     |
| 32   | Abisso Antonio-Lusa | Italie                     | Regione d'Émilie-Romagne, Provincia de Ravenne, Comune de Riolo Terme                                             | +003 000, m  | +204, m       | Reinhard Elsensohn                                                                 | 2007-02     |
| 33   | Leningradskaya | Russie                     | Oblast d'Arkhangelsk, Pinega                                                                                      | +002 970, m  | +027, m       | Victor Malkov, Evgeny Gurkalo                                                      | 2005-06     |
| 34   | Wimmelburger Schlotte | Allemagne                  | Land de Saxe-Anhalt, Landkreis de Mansfeld,                                                                       | +002 838, m  | +000, m       | Prof. Dr. Stephan Kempe                                                            | 2005-01     |
| 35   | Horseshoe Vally Cave | États-Unis Oklahoma        | County de Greer                                                                                                   | +002 760, m  | +000, m       | NSS News                                                                           | 1995-08     |
| 36   | Pshashe-Setenay | Russie                     | Kraï de Krasnodar, Grand Caucase, Vallée de la Laba                                                               | +002 690, m  | +050, m       | Andrey Ostapenko, Victor Kovalenko - KGSS group                                    | 2007-11     |
| 37   | Alexandra Tereschenko | Russie                     | Oblast d'Arkhangelsk, Pinega                                                                                      | +002 599, m  | +012, m       | Victor Malkov, Evgeny Gurkalo                                                      | 2005-06     |
| 38   | Vodnaya | Russie                     | Oblast d'Arkhangelsk, Pinega                                                                                      | +002 598, m  | +008, m       | Victor Malkov, Evgeny Gurkalo                                                      | 2005-06     |
| 39   | Jansill/Driftwood Cave System | États-Unis Nouveau-Mexique | County de Chaves                                                                                                  | +002 562, m  | +071, m       | Dave Belski                                                                        | 2003-03     |
| 40   | River Styx Cave | États-Unis Texas           | County de King | +002 562, m  | +015, m       | Texas Speleological Survey via Jerry Atkinson                                      | 2010-01     |
| 41   | Fanning Ranch North & South Cave | États-Unis Nouveau-Mexique | County de ? | +002 557, m  | +014, m       | Dave Belski                                                                        | 2003-03     |
| 42   | Jubileynaya | Russie                     | Oblast d'Arkhangelsk, Pinega                                                                                      | +002 555, m  | +030, m       | Victor Malkov, Evgeny Gurkalo                                                      | 2005-06     |
| 43   | Atlantida | Ukraine                    | Oblast de ? Raïon de ?                                                                                            | +002 525, m  | +000, m       | Alexander Klimchouk - Longest Gypsum caves of the world                            | 1996-??     |
| 44   | Inghiottitoio Cà Siepe ou Abisso Ca' Siepe                                                                                                   | Italie                     | Regione d'Émilie-Romagne, Provincia de Ravenne, Comune de Riolo Terme, Vena del Gesso romagnola, Monte del Casino | +002 500, m  | +000, m       | Alexander Klimchouk - Longest Gypsum caves of the world                            | 1996-??     |
| 45   | Triple Engle Pit | États-Unis Nouveau-Mexique | County de De Baca                                                                                                 | +002 485, m  | +135, m       | Dave Belski                                                                        | 2003-03     |
| 46   | Dahredj Ghar Kef | Algérie                    | Wilaya de Guelma, Djebel Nador                                                                                    | +002 450, m  | +212, m       | Encyclopedia of Caves and Karst Science                                            | 2003-12     |
| 47   | Bukovinka | Ukraine                    | Oblast de Tchernivtsi Raïon de Novosselytsia                                                                      | +002 408, m  | +000, m       | Alexander Klimchouk - Longest Gypsum caves of the world                            | 1996-??     |
| 48   | Nescatunga Cave | États-Unis Oklahoma        | County de Major                                                                                                   | +002 398, m  | +000, m       | R. Breisch                                                                         | 1969-08     |
| 49   | Bingham Cave | États-Unis Oklahoma        | County de Woodward                                                                                                | +002 379, m  | +000, m       | Keith Harris - Oklahoma Underground V9 1979                                        | 1998-07     |
| 50   | Segeberger-Kalkhoehle | Allemagne                  | Land de Schleswig-Holstein, Landkreis de Segeberg,                                                                | +002 360, m  | +000, m       | Prof. Dr. Stephan Kempe                                                            | 2005-01     |
| 51   | Coffee Cave | États-Unis Nouveau-Mexique | County d'Eddy | +002 321, m  | +003, m       | Dave Belski                                                                        | 2003-03     |
| 52   | Pehorovskiy Proval | Russie                     | Oblast d'Arkhangelsk, Pinega                                                                                      | +002 262, m  | +022, m       | Victor Malkov, Evgeny Gurkalo                                                      | 2005-06     |
| 53   | Ugryn' | Ukraine                    | Oblast de ? Raïon de ?                                                                                            | +002 120, m  | +000, m       | Alexander Klimchouk - Longest Gypsum caves of the world                            | 1996-??     |
| 54   | Re Tiberio | Italie                     | Regione d'Émilie-Romagne, Provincia de Ravenne, Comune de Riolo Terme, Vena del Gesso romagnola, Monte del Casino | +002 110, m  | +000, m       | Alexander Klimchouk - Longest Gypsum caves of the world                            | 1996-??     |
| 55   | Hay's Cave | États-Unis Nouveau-Mexique | County de ? | +002 037, m  | +021, m       | Dave Belski                                                                        | 2003-03     |
| 56   | Kulogorskaya-5 | Russie                     | Oblast d'Arkhangelsk, Pinega                                                                                      | +002 035, m  | +010, m       | Victor Malkov, Evgeny Gurkalo                                                      | 2005-06     |
| 57   | Popova | Russie                     | Kraï de Krasnodar, Grand Caucase, Vallée de la Laba                                                               | +002 032, m  | +020, m       | Andrey Ostapenko - KGSS group                                                      | 2007-11     |
| 58   | Grotta Michele Gortani | Italie                     | Regione d'Émilie-Romagne, Provincia de Bologne, Comune de Zola Predosa                                            | +002 015, m  | +000, m       | Luigi Ramella & Claudio Catellani                                                  | 1989-??     |
| 59   | Cueva (Fuente) del Peral | Espagne                    | Comunidad d'Andalousie, Provincia d'Almería                                                                       | +002 000, m  | +060, m       | Reinhard Elsensohn                                                                 | 2007-02     |
| 60   | Gostry Govdy | Ukraine                    | Oblast de Tchernivtsi Raïon de Zastavna                                                                           | +002 000, m  | +000, m       | Alexander Klimchouk - Longest Gypsum caves of the world                            | 1996-??     |
| 61   | Sculpture Cave | États-Unis Oklahoma        | County de Major                                                                                                   | +001 922, m  | +000, m       | Speleo Digest                                                                      | 1972-??     |
| 62   | Pogranichnaya | Russie                     | Oblast d'Arkhangelsk, Raïon de Kholmogory                                                                         | +001 910, m  | +010, m       | Evgeny Gurkalo                                                                     | 2005-06     |
| 63   | Cueva del Tesoro (Cueva de los Cuñados 1 ?)                                                                                                  | Espagne                    | Comunidad d'Andalousie, Provincia d'Almería, Municipio de Sorbas                                                  | +001 890, m  | +122, m       | Reinhard Elsensohn                                                                 | 2007-02     |
| 64   | Alabaster Caverns | États-Unis Oklahoma        | County de Woodward                                                                                                | +001 873, m  | +000, m       | Oklahoma Underground                                                               | 1986-??     |
| 65   | Cueva del Yeso | Espagne                    | Comunidad d'Andalousie, Provincia de Cordoue, Municipio de Baena                                                  | +001 843, m  | +000, m       | Andalucia Subterranea n°7 - FAE                                                    | 1987-??     |
| 66   | Severyanka | Russie                     | Oblast d'Arkhangelsk, Pinega                                                                                      | +001 830, m  | +004, m       | Victor Malkov, Evgeny Gurkalo                                                      | 2005-06     |
| 67   | Heimkehle | Allemagne                  | Land de Saxe-Anhalt, Landkreis de Mansfeld, Sangerhausen                                                          | +001 780, m  | +000, m       | Prof. Dr. Stephan Kempe                                                            | 2005-01     |
| 68   | Pearl Cave (Grotte de la Perle) | États-Unis Oklahoma        | County de Woodward                                                                                                | +001 765, m  | +000, m       | Oklahoma Underground V9 P6                                                         | 1986-??     |
| 69   | Tanaccia di Brisighella | Italie                     | Regione d'Émilie-Romagne, Provincia de Ravenne, Comune de Brisighella, Vena del Gesso romagnola                   | +001 750, m  | +100, m       | Luigi Ramella et Claudio Catella                                                   | 1989-??     |
| 70   | Numburghoehle | Allemagne                  | Land de Thuringe, District de Nordhausen                                                                          | +001 750, m  | +000, m       | Prof. Dr. Stephan Kempe                                                            | 2005-01     |
| 71   | Wayne's Womb Cave | États-Unis Nouveau-Mexique | County de Lincoln                                                                                                 | +001 720, m  | +014, m       | Dave Belski                                                                        | 2003-03     |
| 72   | Schlotte am Ottilaeschacht | Allemagne                  | Land de Niedersachsen, Landkreis de Goslar                                                                        | +001 710, m  | +000, m       | Prof. Dr. Stephan Kempe                                                            | 2005-01     |
| 73   | Widow Cave (Grotte de la Veuve) | États-Unis Oklahoma        | County de Major                                                                                                   | +001 693, m  | +000, m       | NSS News V47 N3 P77                                                                | 1989-03     |
| 74   | Golubinskiy Proval | Russie                     | Oblast d'Arkhangelsk, Pinega                                                                                      | +001 622, m  | +017, m       | Karst and cave Pinega's - Victor Malkov, Evgeny Gurkalo                            | 2005-06     |
| 75   | Geograficheskogo Obschestva SSSR | Russie                     | Oblast d'Arkhangelsk, Pinega                                                                                      | +001 600, m  | +018, m       | Evgeny Gurkalo                                                                     | 2005-06     |
| 76   | Grotte de la Crête de Vaas | Suisse                     | Canton du Valais, District de Sierre                                                                              | +001 510, m  | +060, m       | Reinhard Elsensohn                                                                 | 2007-02     |
| 77   | Pothooks Cave | États-Unis Texas           | County de Childress                                                                                               | +001 510, m  | +015, m       | TSS-Texas Long Caves                                                               | 2010-11     |
| 78   | grotta Serafino-Calindri | Italie                     | Regione d'Émilie-Romagne, Provincia de Bologne, Comune de San Lazzaro di Savena, Frazione de Croara               | +001 500, m  | +000, m       | Alexander Klimchouk Longest Gypsum caves of the world                              | 2005-06     |
| 79   | Cueva de los Apas | Espagne                    | Comunidad d'Andalousie, Provincia d'Almería, Municipio de Sorbas                                                  | +001 500, m  | +000, m       | González Ríos via www.redes-cepalcala.org                                          | 1994-??     |
| 80   | Muzeynaya | Russie                     | Oblast d'Arkhangelsk, Pinega                                                                                      | +001 480, m  | +010, m       | Victor Malkov, Evgeny Gurkalo                                                      | 2005-06     |
| 81   | Ammonal'naja | Russie                     | Kraï de Krasnodar, Grand Caucase, Vallée de la Laba                                                               | +001 464, m  | +114, m       | Leonid Suhovey                                                                     | 2007-11     |
| 82   | Zheleznie Vorota 1-2 | Russie                     | Oblast d'Arkhangelsk, Pinega                                                                                      | +001 380, m  | +010, m       | Victor Malkov, Evgeny Gurkalo                                                      | 2005-06     |
| 83   | Els Sumidors (Tunel dels Sumidors) | Espagne                    | Comunidad de Valence, Provincia de Valence, Comarca de La Costera, Municipio de Vallada                           | +001 260, m  | +205, m       | www.venadelgesso.org                                                               | 2007-02     |
| 84   | Cueva-Sima del Negro | Espagne                    | Comunidad d'Andalousie, Provincia de Malaga, Comarca d'Antequera                                                  | +001 235, m  | +000, m       | Andalucia Subterranea n°7 - FAE                                                    | 1987-??     |
| 85   | Lunnie Gori | Russie                     | Oblast d'Arkhangelsk, Raïon de Kholmogory                                                                         | +001 233, m  | +011, m       | Victor Malkov, Evgeny Gurkalo                                                      | 2005-06     |
| 86   | Kamas (Ranch) Cave | États-Unis Oklahoma        | County de Woodward                                                                                                | +001 202, m  | +000, m       | Stephan Kempe                                                                      | 1989-??     |
| 87   | Inghiottitoio di Ca' Speranza | Italie                     | Regione d'Émilie-Romagne, Provincia de Reggio d'Émilie, Comune de Albinea, Frazione de Ca' Speranza               | +001 200, m  | +079, m       | Catasto delle grotte reggiane                                                      | 2010-10     |
| 88   | Arochnaja | Russie                     | Kraï de Krasnodar, Grand Caucase, Vallée de la Laba                                                               | +001 188, m  | +025, m       | Andrey Ostapenko - KGSS group                                                      | 2007-11     |
| 89   | Walkup Cave | États-Unis Texas           | County de Hardeman                                                                                                | +001 187, m  | +042, m       | TSS-Texas Long Caves                                                               | 2010-11     |
| 90   | Gun'kina-4 | Russie                     | Karatchaïévo-Tcherkessie, Grand Caucase, Vallée de la Laba                                                        | +001 150, m  | +066, m       | Andrey Ostapenko - KGSS group                                                      | 2007-11     |
| 91   | Grotta di fianco alla Chiesa di Gaibola | Italie                     | Regione d'Émilie-Romagne, Provincia de Bologne, Comune de ?                                                       | +001 150, m  | +000, m       | Luigi Ramella & Claudio Catella                                                    | 1989-??     |
| 92   | Dedova Jama | Russie                     | Kraï de Krasnodar, Grand Caucase, Vallée de la Laba                                                               | +001 138, m  | +029, m       | Andrey Ostapenko - KGSS group                                                      | 2007-11     |
| 93   | Cueva de los Ruidos | Espagne                    | Comunidad d'Andalousie, Provincia d'Almería, Municipio de Sorbas                                                  | +001 117, m  | +000, m       | González Ríos via www.redes-cepalcala.org                                          | 1994-??     |
| 94   | Saburovskaya | Russie                     | Oblast d'Arkhangelsk, Pinega                                                                                      | +001 104, m  | +008, m       | Vladimir Eremeev, Evgeny Gurkalo                                                   | 2005-06     |
| 95   | Complesso Inghiottitoio del Rio Stella - Grotta Sorgente del Rio Basino                                                                      | Italie                     | Regione d'Émilie-Romagne, Provincia de Ravenne, Comune de ?, Vena del Gesso romagnola                             | +001 100, m  | +088, m       | Luigi Ramella et Claudio Catella                                                   | 1989-??     |
| 96   | Cueva de Rotgers ou Sistema del Rotgers | Espagne                    | Comunidad de Catalogne, Provincia de Barcelone, Comarca de Berguedà, Municipio de Borredà                         | +001 100, m  | +000, m       | Stephan Kempe                                                                      | 1989-??     |
| 97   | Nizhnyaya Saburovskaya | Russie                     | Oblast d'Arkhangelsk, Pinega                                                                                      | +001 084, m  | +008, m       | Vladimir Eremeev, Evgeny Gurkalo                                                   | 2005-06     |
| 98   | Complejo G.E.P. | Espagne                    | Comunidad d'Andalousie, Provincia d'Almería, Municipio de Sorbas                                                  | +001 080, m  | +000, m       | González Ríos via www.redes-cepalcala.org                                          | 1994-??     |
| 99   | Cueva del Lapo | Espagne                    | Comunidad d'Andalousie, Provincia d'Almería, Municipio de Sorbas                                                  | +001 075, m  | +094, m       | González Ríos via www.redes-cepalcala.org                                          | 1994-??     |
| 100  | Aprelskiy Uzel | Russie                     | Oblast d'Arkhangelsk, Raïon de Kholmogory                                                                         | +001 069, m  | +010, m       | Evgeny Gurkalo                                                                     | 2005-06     |
| 101  | Conical Sink Cave | États-Unis Texas           | County de Childress                                                                                               | +001 069, m  | +022, m       | TSS via Terry Hoisinger                                                            | 2004-06     |
| 102  | Cueva del Yeso (Grotte du Plâtre) (Cueva de los Cuñados 2 ?)                                                                                 | Espagne                    | Comunidad d'Andalousie, Provincia d'Almería, Municipio de Sorbas                                                  | +001 050, m  | +120, m       | Reinhard Elsensohn                                                                 | 2007-02     |
| 103  | Höllern | Allemagne                  | Land de Bavière, Landkreis de Neustadt, District de Moyenne-Franconie, Uffenheim                                  | +001 040, m  | +000, m       | Prof. Dr. Stephan Kempe                                                            | 2005-01     |
| 104  | Barbarossahöhle | Allemagne                  | Land de Thuringe, Landkreis de Kyffhäuser                                                                         | +001 000, m  | +000, m       | Prof. Dr. Stephan Kempe                                                            | 1989-??     |
| 105  | Grotta di San Nifa | Italie                     | Regione de Sicile, Provincia de Trapani, Comune de ?                                                              | +001 000, m  | +000, m       | Luigi Ramella & Claudio Catella                                                    | 1989-??     |
| 106  | Kitezh | Russie                     | Oblast d'Arkhangelsk, Pinega                                                                                      | +000953, m   | +014, m       | Victor Malkov, Evgeny Gurkalo                                                      | 2005-06     |
| 107  | Washita Bat Cave | États-Unis Oklahoma        | County de Washita                                                                                                 | +000950, m   | +000, m       | Stephan Kempe                                                                      | 1989-??     |
| 108  | Severnaya Venetsiya | Russie                     | Oblast d'Arkhangelsk, Pinega                                                                                      | +000945, m   | +005, m       | Victor Malkov, Evgeny Gurkalo                                                      | 2005-06     |
| 109  | Inghiottitoio di Talada | Italie                     | Regione d'Émilie-Romagne, Provincia de Reggio d'Émilie, Comune de Busana,                                         | +000940, m   | +110, m       | Catasto delle grotte reggiane                                                      | 1989-??     |
| 110  | Dvinskaya | Russie                     | Oblast d'Arkhangelsk, Raïon de Kholmogory                                                                         | +000911, m   | +005, m       | Evgeny Gurkalo                                                                     | 2005-06     |
| 111  | Siyanie | Russie                     | Oblast d'Arkhangelsk, Raïon de Kholmogory                                                                         | +000902, m   | +009, m       | Evgeny Gurkalo                                                                     | 2005-06     |
| 112  | Zujatskaja | Russie                     | Kraï de Perm, District de ?                                                                                       | +000900, m   | +000, m       | Stephan Kempe et Alexander Klimchouk                                               | 1989-??     |
| 113  | Havard Cave | États-Unis Kansas          | County de Barber                                                                                                  | +000893, m   | +000, m       | Jonathan Beard                                                                     | 1991-??     |
| 114  | Cueva del Yeso | Colombie                   | Departamento de Santander, Provincia de Guanentá, Municipio de San Gil                                            | +000891, m   | +000, m       | Bernard Hof - Recherches spéléologiques en Colombie                                | 1977-??     |
| 115  | Malaya Golubinskaya | Russie                     | Oblast d'Arkhangelsk, Pinega                                                                                      | +000880, m   | +011, m       | Victor Malkov, Evgeny Gurkalo                                                      | 2005-06     |
| 116  | Homogenized White Cave | États-Unis Nouveau-Mexique | County d'Eddy | +000870, m   | +000, m       | Stephan Kempe                                                                      | 1989-??     |
| 117  | Grotta del Farneto | Italie                     | Regione d'Émilie-Romagne, Provincia de Bologne, Comune de ?                                                       | +000870, m   | +000, m       | Luigi Ramella & Claudio Catella                                                    | 1989-??     |
| 118  | Abu an Niran n°1 | Libye                      | ex-Muhafazah de Tripolitaine, ex-Shabiyah de Yafran, Bi'r al Ghanam                                               | +000852, m   | +000, m       | Attila Kósa                                                                        | 1989-??     |
| 119  | Speleomor'e | Russie                     | Oblast d'Arkhangelsk, Pinega                                                                                      | +000830, m   | +010, m       | Victor Malkov, Evgeny Gurkalo                                                      | 2005-06     |
| 120  | Malaya Pehorovskaya | Russie                     | Oblast d'Arkhangelsk, Pinega                                                                                      | +000820, m   | +015, m       | Victor Malkov, Evgeny Gurkalo                                                      | 2005-06     |
| 121  | Bol'shoy Holodil'nik | Russie                     | Oblast d'Arkhangelsk, Pinega                                                                                      | +000815, m   | +020, m       | Victor Malkov, Evgeny Gurkalo                                                      | 2005-06     |
| 122  | Cueva de la Mosquera (ou de la Moscera) | Espagne                    | Comunidad de Catalogne, Provincia de Gérone, Comarca de Garrotxa, Municipio de Beuda                              | +000800, m   | +000, m       | Stephan Kempe                                                                      | 1989-??     |
| 123  | Inghiottitoio di San Angelo Muxaro | Italie                     | Regione de Sicile, Provincia de Agrigente, Comune de ?                                                            | +000800, m   | +000, m       | Luigi Ramella & Claudio Catella                                                    | 1989-??     |
| 124  | Saloon Cave | États-Unis Oklahoma        | County de ? | +000769, m   | +000, m       | Stephan Kempe                                                                      | 1989-??     |
| 125  | Lost Cave | États-Unis Texas           | County de ? | +000762, m   | +000, m       | Stephan Kempe                                                                      | 1989-??     |
| 126  | Tanna della Volpe | Italie                     | Regione d'Émilie-Romagne, Provincia de Ravenne, Comune de ?, Vena del Gesso romagnola                             | +000726, m   | +073, m       | Luigi Ramella et Claudio Catella                                                   | 1989-??     |
| 127  | Cueva del Yeso III | Espagne                    | Comunidad d'Andalousie, Provincia de Malaga, Comarca d'Antequera                                                  | +000709, m   | +000, m       | Andalucia Subterranea n°7 - FAE                                                    | 1987-??     |
| 128  | Cueva Juncar I | Espagne                    | Comunidad d'Andalousie, Provincia de Malaga, Comarca d'Antequera                                                  | +000704, m   | +000, m       | Andalucia Subterranea n°7 - FAE                                                    | 1987-??     |
| 129  | Inghiottitoio dei Tramonti | Italie                     | Regione d'Émilie-Romagne, Provincia de Reggio d'Émilie, Comune de ?,                                              | +000700, m   | +083, m       | Catasto delle grotte reggiane                                                      | 1989-??     |
| 130  | Grotta di Onferno | Italie                     | Regione d'Émilie-Romagne, Provincia de Forli, Comune de ?,                                                        | +000694, m   | +064, m       | Catasto delle grotte reggiane                                                      | 1989-??     |
| 131  | Risorgente di Monte Rosso | Italie                     | Regione d'Émilie-Romagne, Provincia de Reggio d'Émilie, Comune de ?,                                              | +000670, m   | +000, m       | Catasto delle grotte reggiane                                                      | 1989-??     |
| 132  | Buco dei Buoi | Italie                     | Regione d'Émilie-Romagne, Provincia de Bologne, Comune de ?                                                       | +000668, m   | +000, m       | Luigi Ramella & Claudio Catella                                                    | 1989-??     |
| 133  | Jettenhöhle | Allemagne                  | Land de Saxe-Anhalt, Landkreis de Südharz                                                                         | +000648, m   | +000, m       | Prof. Dr. Stephan Kempe                                                            | 1989-??     |
| 134  | Cueva del Leon | Argentine                  | Provincia du Neuquén, Departamento de Picunches, Municipio de Las Lajas                                           | +000631, m   | +040, m       | Atlas - Great Caves of the World                                                   | 1989-??     |
| 135  | Tanone grande délia Gacciolina | Italie                     | Regione d'Émilie-Romagne, Provincia de Reggio d'Émilie, Comune de ?,                                              | +000631, m   | +000, m       | Catasto delle grotte reggiane                                                      | 1989-??     |
| 136  | Ain Fasat | Libye                      | ex-Muhafazah de Tripolitaine, ex-Shabiyah de Yafran, Bi'r al Ghanam                                               | +000618, m   | +000, m       | Attila Kósa                                                                        | 1989-??     |
| 137  | Sima Lagunillas VIII | Espagne                    | Comunidad d'Andalousie, Provincia de Malaga, Comarca d'Antequera                                                  | +000615, m   | +000, m       | Andalucia Subterranea n°7 - FAE                                                    | 1987-??     |
| 138  | Needle Eye Cavern | États-Unis Texas           | County de ? | +000609, m   | +000, m       | Stephan Kempe                                                                      | 1989-??     |
| 139  | Sinkhole Cave - Crawlway Cave System | États-Unis Texas           | County de ? | +000609, m   | +000, m       | Stephan Kempe                                                                      | 1989-??     |
| 140  | Tana della Mussina di Borzano | Italie                     | Regione d'Émilie-Romagne, Provincia de Reggio d'Émilie, Comune de ?,                                              | +000600, m   | +000, m       | Catasto delle grotte reggiane                                                      | 1989-??     |
| 141  | GunKladbische Illuziy | Russie                     | Karatchaïévo-Tcherkessie, Grand Caucase, Vallée de la Laba                                                        | +000561, m   | +010, m       | Andrey Ostapenko - KGSS group                                                      | 2007-11     |
| 142  | Besleneevskaja-1 | Russie                     | Kraï de Krasnodar, Grand Caucase, Vallée de la Laba                                                               | +000560, m   | +045, m       | Leonid Suhovey                                                                     | 2007-11     |
| 143  | Grotta a Norte dell'abisso L. Fantini | Italie                     | Regione d'Émilie-Romagne, Provincia de Ravenne, Comune de ?, Vena del Gesso romagnola                             | +000550, m   | +072, m       | Luigi Ramella et Claudio Catella                                                   | 1989-??     |
| 144  | Cueva Yesares I | Espagne                    | Comunidad d'Andalousie, Provincia d'Almería, Municipio de Sorbas                                                  | +000548, m   | +000, m       | Andalucia Subterranea n°7 - FAE                                                    | 1987-??     |
| 145  | Grotte de Champ Bernard | France                     | Région Rhône-Alpes, Département de Savoie, Commune de Bourg-Saint-Maurice                                         | +000525, m   | +075, m       | Jacques Choppy - Les roches non carbonatées                                        | 1988-??     |
| 146  | Inghiottitoio di Monte Conca | Italie                     | Regione de Sicile, Provincia de Caltanissetta, Comune de ?                                                        | +000520, m   | +108, m       | Luigi Ramella & Claudio Catella                                                    | 1989-??     |
| 147  | Risorgente del Mulino della Gacciola | Italie                     | Regione d'Émilie-Romagne, Provincia de Reggio d'Émilie, Comune de ?,                                              | +000513, m   | +000, m       | Catasto delle grotte reggiane                                                      | 1989-??     |
| 148  | Uchkuduk | Russie                     | Kraï de Krasnodar, Grand Caucase, Vallée de la Laba                                                               | +000510, m   | +044, m       | Andrey Ostapenko - KGSS group                                                      | 2007-11     |
| 149  | Grotta Novella | Italie                     | Regione d'Émilie-Romagne, Provincia de Bologne, Comune de ?                                                       | +000500, m   | +063, m       | Luigi Ramella & Claudio Catella                                                    | 1989-??     |
| 150  | Tana del Poggiolo | Italie                     | Regione de Toscane, Provincia de Massa, Comune de ?                                                               | +000485, m   | +065, m       | Luigi Ramella & Claudio Catella                                                    | 1989-??     |

## Liste des plus profondes cavités du gypse ou de l'anhydrite
Cette seconde liste recense les principales cavités naturelles souterraines de plus de 100 mètres de profondeur', creusées dans le gypse, l'anhydrite ou la halite.
| Réf. | Nom de la cavité (autre nom)                                 | Pays / État                | Division / Subdivision(s)                                                                       | Développ.(m) | Dénivelée (m) | Source / Référence                                    | Date source |
| ---- | ------------------------------------------------------------ | -------------------------- | ----------------------------------------------------------------------------------------------- | ------------ | ------------- | ----------------------------------------------------- | ----------- |
| 1    | Dahredj Ghar Kef                                             | Algérie                    | Wilaya de Guelma, Djebel Nador                                                                  | +002 450, m  | +212, m       | Encyclopedia of Caves and Karst Science               | 2003-12     |
| 2    | Els Sumidors (Tunel dels Sumidors)                           | Espagne                    | Comunidad de Valence, Provincia de Valence, Comarca de La Costera, Municipio de Vallada         | +001 260, m  | +205, m       | www.venadelgesso.org                                  | 2007-02     |
| 3    | Abisso Antonio-Lusa                                          | Italie                     | Regione d'Émilie-Romagne, Provincia de Ravenne, Comune de Riolo Terme                           | +003 000, m  | +204, m       | Reinhard Elsensohn                                    | 2007-02     |
| 4    | Triple Engle Pit                                             | États-Unis Nouveau-Mexique | County de De Baca                                                                               | +002 485, m  | +135, m       | Dave Belski                                           | 2003-03     |
| 5    | Sima del Corral                                              | Espagne                    | Comunidad d'Andalousie, Provincia d'Almería, Municipio de Sorbas                                | +00 0000, m  | +130, m       | González Ríos via www.redes-cepalcala.org             | 1994-??     |
| 6    | Sistema Covadura (Cueva de los Cuñados 5)                    | Espagne                    | Comunidad d'Andalousie, Provincia d'Almería, Municipio de Sorbas                                | +004 245, m  | +126, m       | Reinhard Elsensohn                                    | 2007-02     |
| 7    | Cueva del Tesoro (Cueva de los Cuñados 1 ?)                  | Espagne                    | Comunidad d'Andalousie, Provincia d'Almería, Municipio de Sorbas                                | +001 890, m  | +122, m       | Reinhard Elsensohn                                    | 2007-02     |
| 8    | Sima del Campamento                                          | Espagne                    | Comunidad d'Andalousie, Provincia d'Almería, Municipio de Sorbas                                | +00 0000, m  | +122, m       | González Ríos via www.redes-cepalcala.org             | 1994-??     |
| 9    | Sima Águila 1                                                | Espagne                    | Comunidad d'Andalousie, Provincia de Malaga, Comarca d'Antequera                                | +00 0000, m  | +122, m       | Catálogo de Grandes Cavidades de Andalucía            | 2007-??     |
| 10   | Cueva del Yeso (Grotte du Plâtre) (Cueva de los Cuñados 2 ?) | Espagne                    | Comunidad d'Andalousie, Provincia d'Almería, Municipio de Sorbas                                | +001 050, m  | +120, m       | Reinhard Elsensohn                                    | 2007-02     |
| 11   | Spipola-Aquafredda                                           | Italie                     | Regione d'Émilie-Romagne, Provincia de Bologne, Comune de San Lazzaro di Savena                 | +010 400, m  | +118, m       | Alexander Klimchouk Longest Gypsum caves of the world | 2005-06     |
| 12   | Ammonal'naja                                                 | Russie                     | Kraï de Krasnodar, Grand Caucase, Vallée de la Laba                                             | +001 464, m  | +114, m       | Leonid Suhovey                                        | 2007-11     |
| 13   | Inghiottitoio di Talada                                      | Italie                     | Regione d'Émilie-Romagne, Provincia de Reggio d'Émilie, Comune de Busana,                       | +000940, m   | +110, m       | Catasto delle grotte reggiane                         | 1989-??     |
| 14   | Mill Race Cave                                               | États-Unis Nouveau-Mexique | County de Lincoln                                                                               | +00 0000, m  | +110, m       | Stephan Kempe                                         | 1989-??     |
| 15   | Inghiottitoio di Monte Conca                                 | Italie                     | Regione de Sicile, Provincia de Caltanissetta, Comune de ?                                      | +000520, m   | +108, m       | Luigi Ramella & Claudio Catella                       | 1989-??     |
| 16   | Carcass Cave                                                 | États-Unis Nouveau-Mexique | County de De Baca                                                                               | +003 164, m  | +102, m       | Dave Belski                                           | 2003-03     |
| 17   | Crystal Caverns                                              | États-Unis Nouveau-Mexique | County de De Baca                                                                               | +003 790, m  | +101, m       | Dave Belski                                           | 2003-03     |
| 18   | Tanaccia di Brisighella                                      | Italie                     | Regione d'Émilie-Romagne, Provincia de Ravenne, Comune de Brisighella, Vena del Gesso romagnola | +001 750, m  | +100, m       | Luigi Ramella et Claudio Catella                      | 1989-??     |
| 19   | Abisso Babilonia                                             | Italie                     | Regione d'Émilie-Romagne, Provincia de Ravenne, Comune de ?, Vena del Gesso romagnola           | +00 0000, m  | +093, m       | Luigi Ramella et Claudio Catella                      | 1989-??     |

## Sources
Listes mondiales
- (fr) Listes spéléométriques Les grandes cavités pseudokarstiques du monde par Philippe Audra & Jean-Yves Bigot [mis à jour le 1er janvier 2003 - Visité le 30 octobre 2010].
- (en) Bob Gulden, membre de la NSS #13188LF (Odenton, Maryland), « Compilations spéléométriques »(Archive.org • Wikiwix • Archive.is • Google • Que faire ?), 9 août 2010 (consulté le 11 novembre 2010).
- (en) hartimontane.ro Les grandes cavités mondiales en roche non calcaire, par Claude Chabert, Actes du Xe Congrès international de spéléologie, Budapest, 1989 [Visité le 11 novembre 2010].

Listes nationales ou régionales
- (es) espeleo.iespana.es : Grandes Cavidades de Andalucia in Andalucia Subteranea, no 18, 2007.
- (es) www.redes-cepalcala.org : Karst en yesos de Sorbas (Almería, España).
- (it) www.appenninoreggiano.it : Catasto delle grotte reggiane.
- (it) www.venadelgesso.org : Le principali grotte della Vena del Gesso, Speleo GAM Mezzano (RA).
- (en) www.jamaicancaves.org : The Jamaican Cave Register, Alan G. Fincham, 2nd ed. 1997,  (ISBN 976-640-036-9).